# Neofinetia falcata
Neofinetia falcata (укр. Неофінетія серпоподібна) — вид багаторічних епіфітних і літофітних трав'янистих рослин родини орхідних.

## Ареал та екологічні особливості
Японія: острови Хонсю, Якусіма, Танегасіма, Окінава, Рюкю, Сікоку і Кюсю; а також Китай та Корея.
Літофіти і епіфіти на покритих мохом скелях і не великих гілках дерев.
Всі види роду Neofinetia входять в Додаток II Конвенції CITES. Мета Конвенції полягає в тому, щоб гарантувати, що міжнародна торгівля дикими тваринами та рослинами НЕ створює загрози їх виживання.

## Етимологія
Японська назва — フ ウ ラ ン, 風 蘭, в українській транскрипції Фу-Ран, що означає «орхідея вітрів» і フ ウ キ ラ ン, 富贵 兰, в українській транскрипції Фукі-Ран, що означає «благородні орхідеї»..
Китайська назва: 风 兰 (feng lan).
Корейське назва — 풍란.

## Історія опису
Вперше виявлений в Карлом Тунберг в південній частині Японії на пагорбах біля
Нагасакі на острові Кюсю. Описана в 1925 році.

## Біологічна опис
Мініатюрні моноподіальні рослини (до 15 см заввишки). псевдобульби не утворюють. Дорослі рослини утворюють щільні куртини. 
 Листя розташовані дворядно. 
 Коріння відносно товсті, покриті веламеном. За кольором кінчиків розрізняють чотири типи: світло-коричневі, темно-коричневі, зелені і рубіново-червоні. 
 Суцвіття 3-7 квіткова, близько 7,5 см завдовжки, виростає з пазухи листа. 
 Квітки ароматні, особливо у вечірній час, у номінальної форми і пелюстки і чашолистки білого кольору. Шпорка 3,7 см завдовжки. У більш рідкісних форм квітки різних відтінків зеленого, жовтого, рожевого і пурпурного. 
 Запилюються нічними лускокрилими.
Хромосоми: 2n = 38.
Цвітіння в природі: літо-осінь.

## У культурі

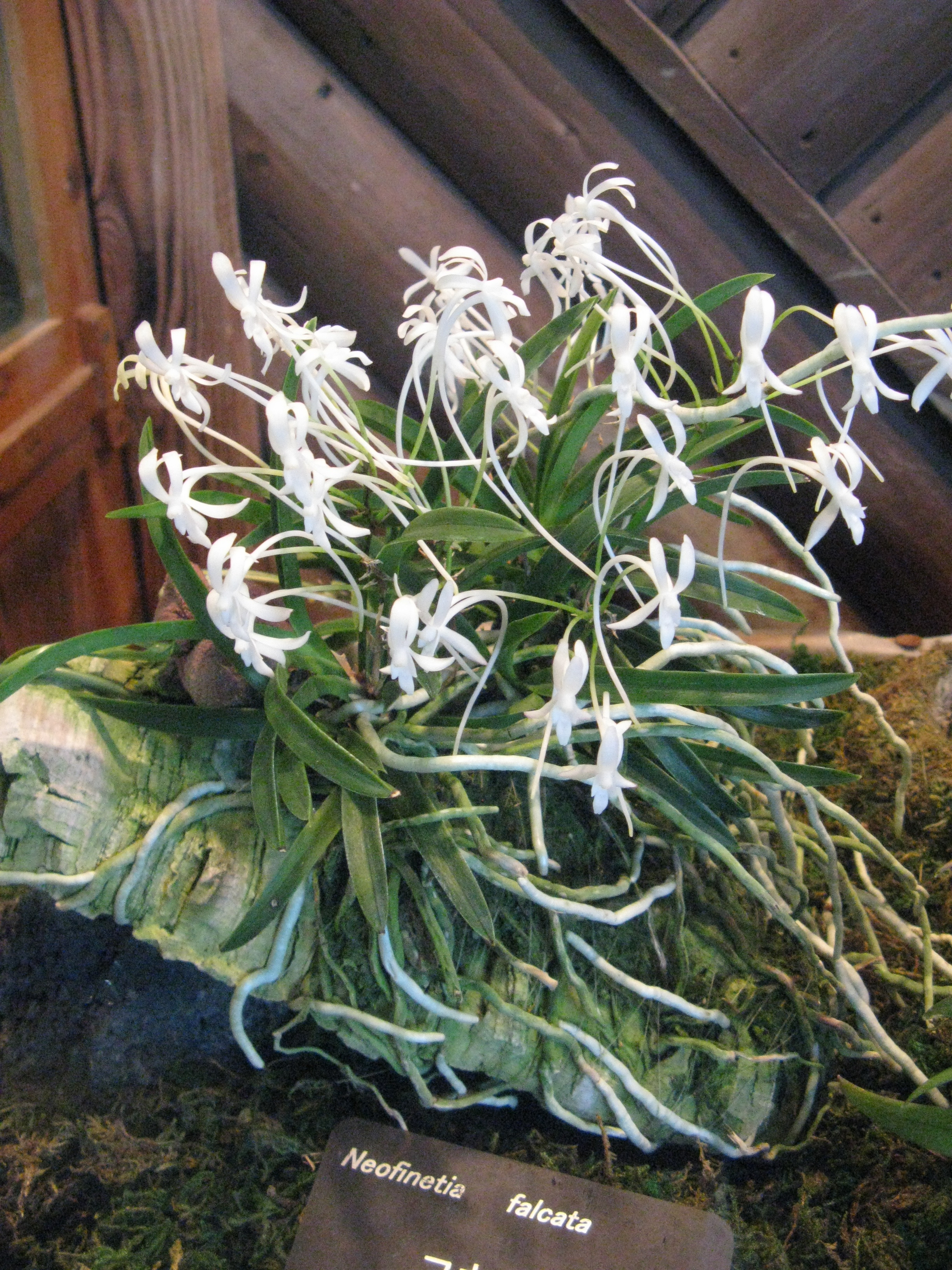
Neofinetia falcata
Osaka Prefectural Flower Garden, Osaka, Japan

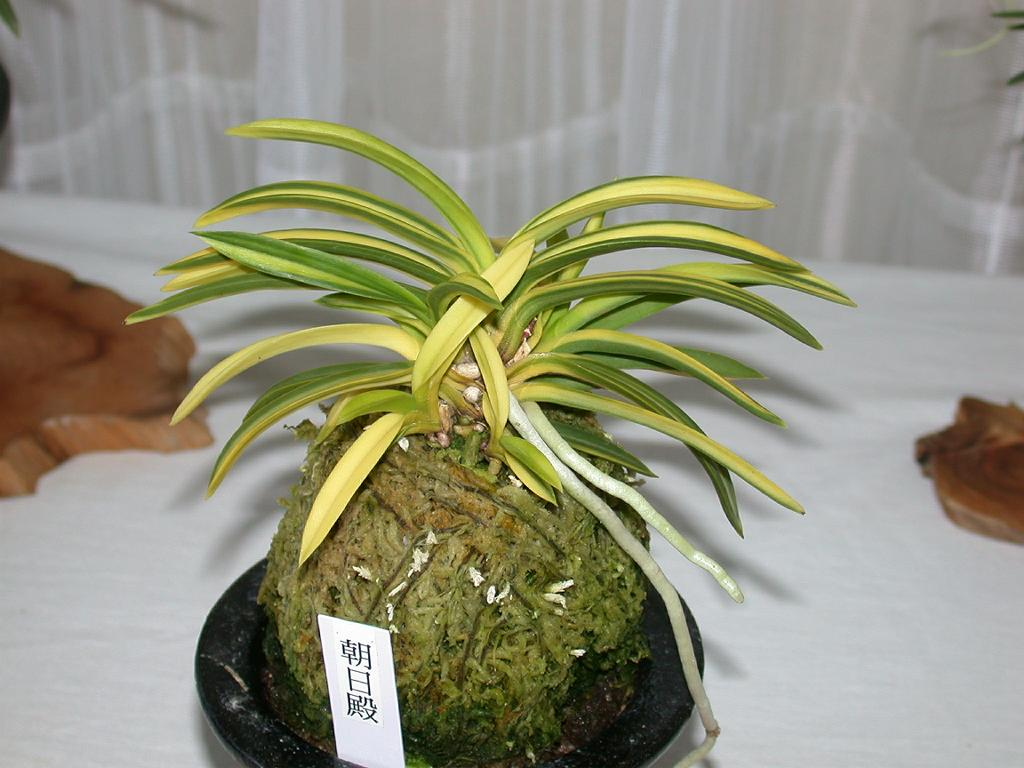
Строката форма Neofinetia falcata 富貴 蘭; 朝日 殿

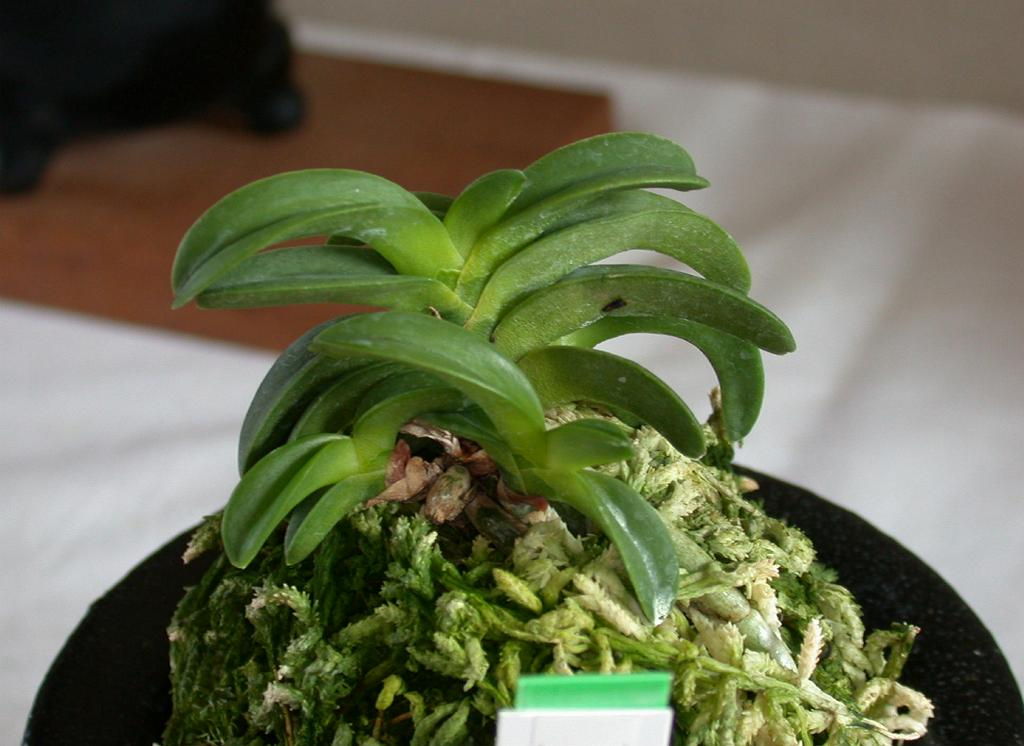
Neofinetia falcata 富貴 蘭; 青海

Перші згадки про Neofinetia falcata, ймовірно, в китайській книзі «Senkaku Ruisho» (видана до 1600 роки) і «Kashi Sahen» (опублікована в 1617 році). У цих текстах, Neofinetia falcata називалася «Keiran Ichimei Fuuran», яке згодом було скорочено до «Fuuran», термін, широко використовуваний в даний час відносно знайдених в природі спонтанних мутацій Neofinetia falcata. Найранішня інформація про культуру виду в книзі «Kadan Komoku» (1665 рік).
Найпопулярнішим культивування різних форм Neofinetia falcata стало в період правління сьоґуна Токуґава Ієнарі, який правив у Японії в 1787—1837 рр. За наказом Токуґава Ієнарі здійснювався спеціальний пошук незвичайних різновидів цієї орхідеї. Завдяки йому була зібрана колекція з понад 200 форм. Популярність Fuukiran знизилася в кінці епохи Едо і після світових воєн. До XX століття збирачами Neofinetia falcata були тільки представники вищих класів суспільства. Наразі в Японії пошук незвичайних форм цих орхідей переживає новий підйом.
Fuuran — прийнято називати знайдені в природі рослини з незвичайними листям і квітами, не властивими номінальній формі. Гібриди і штучно створені мутації до Fuuran ніякого стосунку не мають.
В Японії, в рамках культурної традиції Fuuran найбільш поширені такі види орхідей: Neofinetia falcata (традиційні назви: Fuuran, Fuukiran), Dendrobium moniliforme (Sekkoku, Chouseiran), Cymbidium goeringii (Shunran, Nihon Shunran), Sedirea japonica (Yabukouji, Yabuk). 
 У відповідності зі стандартами японського суспільства Fuukiran Society (JFS), відкриття нової форми не завжди призводять до негайної реєстрації нового Fuukiran. На початку в умовах культури має зрости кілька поколінь. Це необхідно, для виявлення відмінностей від зареєстрованих Fuukiran і з'ясування, чи передаються ці унікальні особливості потомству. 
 При оцінці рослин враховуються не тільки їх морфологічні особливості, але і горщик і субстрат, які повинні відповідати культурним традиціям.
Рекомендації щодо вирощування засновані на даних про клімат в одному з місць зростання (Кагосіма, Кюсю, Японія): 

Світло: 2000-3600 FC. За даними японських виробників 1500-3000 FC. Найбільша кількість світла в природі рослини отримують в зимово-весняний період.
Температура повітря влітку: вдень в середньому 26-31 °С, вночі 19-23 °C. Взимку вдень 12-13 °C, вночі 3-4 °C.
Зазвичай для неофінетій рекомендуються наступна схема: 

Крайні межі зимових (з грудня до середини березня) температур від -5 °С до +15 °C. Середню температуру потрібно підтримувати на рівні не більшому 10-15 °C. При вологості повітря понад 70 %, поливати не частіше, ніж один раз на тиждень. У квітні середня температура 15 °С — 25 °C. Середня температура влітку 25-28 °C. В цей час рослини поливають щодня і регулярно удобрюють. У приміщенні повинна бути забезпечена циркуляція повітря.
Відносна вологість повітря 75-85 %. За даними японських виробників від 40 до 60 %. 
 Полив рясний в період вегетації, в період спокою полив скорочують, але субстрат не повинен на довго пересихати повністю . Між поливами рослини повинні встигати просохнути.
Культивовані рослини дуже чутливі до бактеріальних та грибкових інфекцій, якщо зросли в вертикальному положенні. Посадка рослин повинна здійснюватися таким чином, щоб коріння рослин добре аерували. Збалансовані добрива слід застосовувати щотижня в період активного росту. Для поливу краще використовувати воду, яка пройшла очищення методом зворотного осмосу. При використанні водопровідної води субстрат слід регулярно промивати щоб уникнути відкладення солей.
Посадка рослин проводиться на блок, декоративний камінь (в стилі бонсай), в глиняний або пластиковий горщик або кошик для епіфітів. Традиційний японський спосіб посадки полягає в тому, що рослина розташовують високо над краєм спеціального керамічного горщика з великим дренажним отвором, висаджуючи його на порожнисту кулю з сфагнуму.
Деякі відомі форми
- Рожеві квіти: Awa Hari Beni, Benisuzume, Kutsuwamushi, Kurume Тора (ніжно рожевий рум'янець на пелюстках і фіолетово-рожеві кінчики коренів), Momo Hime, Seikai, Shojou, Shu Ten Nou.
- Зелені квітки: Hisui, Shunkyuden.
- Жовті квіти: Kibana Furan.
- Оранжево-жовті квітки: Kitensho.
- Білі квітки без шпорки: Hoshiguruma.
- Квітки мають додаткові шпорки й інші частини: Shunkyuden.
- Шпорка спрямована вперед: Tenshin.
- Карликові форми: Senzai, Seikai, Tamakongou[6][9].

Чистота виду у неофінетій з квітками відмінними від типової форми є предметом дискусії .